# Іранське космічне агентство
Іра́нське космі́чне аге́нтство (перс. سازمان فضايی ايران — Sázmán e Fazái e Irán) — державна організація Ірану з дослідження космічного простору.

## Історія
У квітні 2003 року засновано Іранське космічне агентство (ІКА). Затверджено п'ятирічний план розвитку космічної галузі, що включав запуск щонайменше п'яти супутників зв'язку й дистанційного зондування Землі, а також декількох дослідницьких мікросупутників. ІКА призначили головним координуючим органом, яким раніше фактично був Іранський центр дистанційного зондування.

## Ракети-носії
Серія «Шахаб» (вважається подібною до ракети КНДР — Тепходон-2). Відома, наприклад, ракета IRIS, яку успішно запустили 25 лютого 2007 року (корисне навантаження не уточнюється). Ракета не виходила на орбітальний політ, після досягнення висоти 150 км носій спустили на поверхню Землі за допомогою парашута.
Сучасною ракетою-носієм є ракета-носій «Сафір». Перший вдалий запуск «Сафір-2» відбувся 4 лютого 2009 року.

## Космодроми
Основною точкою запуску іранських космічних ракет вважається місто Імамшехр в провінції (остані) Семнан, звідкіля було   запущено суборбітальну ракету серії «Шахаб-3». Другий космодром Ірану розташований у місті Кум.

## Місії
- Перший іранський супутник «Синах-1» був запущений у космос 28 жовтня 2005 року ракетою-носієм Космос-3М з космодрому «Плесецьк» (РФ). Тобто, Іран став 43-ю країною зі своїм власним супутником у космосі. Другий супутник «Синах-2» був запущений в 2008 році[2].
- 22 квітня 2020 року, згідно з повідомленням агентства Iran Front Page, Корпус вартових Ісламської революції (КВІР) успішно вивів на орбіту перший військовий супутник «Noor», що в перекладі з перської означає «Світло». Супутник «Noor» перебуватиме на висоті 425 км від поверхні Землі. В Ірані виведення військового супутника на орбіту оцінюють, як головне досягнення космічної галузі країни[3][4].
- 27 лютого 2022 року, в космос, на орбіту з висотою 500 км, запустили другий іранський супутник-розвідник «Nour-2».
- 27 вересня 2023 року, згідно з повідомленням Al Jazeera, іранський супутник «Nour-3» успішно вивели на орбіту за 450 км від поверхні Землі. Першу версію супутника «Nour» запустили у квітні 2020 року, що стало першим успішним запуском військового супутника-розвідника в Ірані[5][6].
- 20 січня 2024 року, згідно з повідомленням державних ЗМІ, Іран успішно запустив у космос дослідницький супутник «Sorayya». Ракета «Gayem-100» вивела супутник вагою приблизно 50 кг на низьку навколоземну орбіту висотою 750 км[7][8].
- 14 вересня 2024 року, згідно з повідомленням державних ЗМІ, Іран успішно запустив у космос дослідницький супутник «Chamran-1». Супутник виведений на орбіту висотою 550 км за допомогою ракетоносія з твердопаливним двигуном «Qaem-100». Також повідомляється, що перші сигнали від супутника вже отримано[9].

## Плани на майбутнє
Наступний супутник «Месбах» планували створити за допомогою фахівців космічного агентства Італії, а запустити також своєю ракетою-носієм. Зі слів Мехрон Міршамс, заступника глави Іранської аерокосмічної асоціації, іранські експерти на цей час зайняті в 5 проєктах супутників, включаючи «Зохрех», «Месбах», ЗС-4, СМ-2С і «Сефехр». Розробляються подальші модифікації ракет-носіїв — «Шахаб-5» з чотирма прискорювачами на РДТТ для низькоорбітального корисного навантаження 250—300 кг і «Шахаб-6» з прискорювачами на РРД для корисного навантаження 550 кг.
21 листопада 2005 року вперше випущено пресреліз про плановану іранську програму пілотованої космонавтики, що включає одномісний 2-тонний космічний корабель і в перспективі невелику космічну лабораторію.
Неофіційні китайські джерела повідомляли, що Іран готовий брати участь у розгортаємій програмі створення орбітальної станції КНР.
20 серпня 2008 року, ІКА оголосило, що Іран розробить і здійснить власний пілотований запуск у межах десятиліття, а плановану дату запуску повідомлять протягом пів року. У разі здійснення цих амбітних планів у такі стислі терміни, Іран може стати п'ятою космічною наддержавою з пілотованою космонавтикою, поступившись лише Індії (планує власний космічний корабель до 2014—2015 рр.) й випередивши навіть об'єднану Європу (плани — після 2018 р.) та Японію (плани — після 2020 р.). Згідно з тією ж заявою, Іран мав намір стати до 2021 року провідною аерокосмічною державою регіону.